# Valkenberg (wijk)
Valkenberg is een wijk, gelegen in de binnenstad van Breda, naast het centrum met het Park Valkenberg en het Kasteel van Breda.
In 2023 had de wijk 2.395 inwoners. De bevolkingsdichtheid lag op 5.100 inw./km².